# Samdrup Jongkhar (ort)
Samdrup Jongkhar är en distriktshuvudort i Bhutan.   Den ligger i distriktet Samdrup Jongkhar, i den sydöstra delen av landet, 200 kilometer öster om huvudstaden Thimphu. Samdrup Jongkhar ligger 173 meter över havet och antalet invånare är 7 507.
Terrängen runt Samdrup Jongkhar är varierad. Runt Samdrup Jongkhar är det tätbefolkat, med 881 invånare per kvadratkilometer.. Det finns inga andra samhällen i närheten.
Omgivningarna runt Samdrup Jongkhar är en mosaik av jordbruksmark och naturlig växtlighet.